# Louise Allbritton
Louise Allbritton (Oklahoma City, 3 luglio 1920 – Puerto Vallarta, 16 febbraio 1979) è stata un'attrice statunitense.

## Biografia
Cresciuta a Wichita Falls, in Texas, dove il padre era proprietario terriero, tornò a Oklahoma City per studiarvi giornalismo, ma lasciò l'università per intraprendere la carriera di attrice, seguendo i corsi di recitazione alla Pasadena Playhouse.
Ottenuto un contratto con la Columbia Pictures, esordì nel 1942 con una parte secondaria nel film Not a Ladies' Man e proseguì per tutti gli anni quaranta con una ventina di film, per lo più prodotti negli Universal Studios, i più importanti dei quali furono La febbre dell'oro nero (1942), con Marlene Dietrich e John Wayne, e Io e l'uovo (1947), con Claudette Colbert e Fred MacMurray. Concluse la sua carriera cinematografica con il western Solo contro il mondo (1949), con Randolph Scott, ma dal 1949 al 1961 fu molto attiva sul piccolo schermo, partecipando a diverse serie televisive.
Nel 1946 sposò il giornalista della CBS Charles Collingwood, al quale rimase legata fino alla morte, avvenuta nel 1979, a seguito di un cancro, a Puerto Vallarta, in Messico, dove abitava da anni con il marito.

## Filmografia parziale

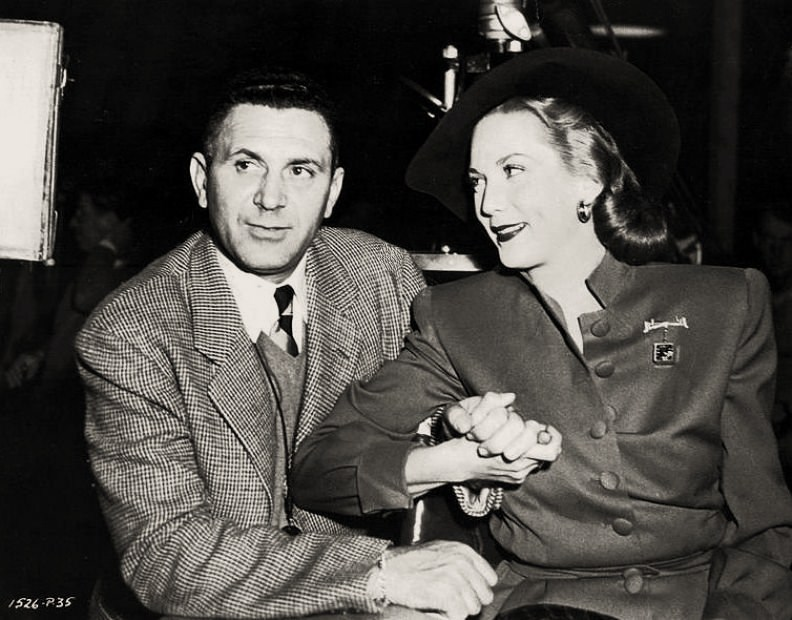
Con Milton R. Krasner, direttore della fotografia del film Io e l'uovo

### Cinema
- Not a Ladies' Man, regia di Lew Landers (1942)
- Gianni e Pinotto detectives (Who Done It?), regia di Erle C. Kenton (1942)
- La febbre dell'oro nero (Pittsburgh), regia di Lewis Seiler (1942)
- Il figlio di Dracula (Son of Dracula), regia di Robert Siodmak (1943)
- San Diego, ti amo (San Diego I Love You), regia di Reginald Le Borg (1944)
- Due gambe... un milione! (Bowery to Broadway), regia di Charles Lamont (1944)
- Stanotte t'ho sognato (That Night with You), regia di William A. Seiter (1945)
- Tangeri città di avventurieri (Tangier), regia di George Waggner (1946)
- Io e l'uovo (The Egg and I), regia di Chester Erskine (1947)
- Governante rubacuori (Sitting Pretty), regia di Walter Lang (1948)
- Non fidarti di tuo marito (An Innocent Affair), regia di Lloyd Bacon (1948)
- La grande minaccia (Walk a Crooked Mile), regia di Gordon Douglas (1948)
- Solo contro il mondo (The Doolins of Oklahoma), regia di Gordon Douglas (1949)

### Televisione
- The Philip Morris Playhouse – serie TV, episodio 1x04 (1953)

## Doppiatrici italiane
- Clelia Bernacchi in Io e l'uovo